# Prometni sudar
Prometni sudar, prometna nesreća ili prometna nezgoda događa se kada se vozilo sudari s drugim vozilom, pješakom, životinjama, krhotinama ceste ili drugim nepomičnim preprekama, poput drveta, stupa ili zgrade. Prometni sudari često rezultiraju ozljedama, invaliditetom, smrću i imovinskom štetom kao i financijskim troškovima kako društva tako i pojedinaca koji su uključeni.
Brojne činjenice doprinose riziku od sudara, uključujući dizajn vozila, brzinu vožnje, dizajn ceste, cestovno okruženje, vozačke sposobnosti, oštećenja zbog alkohola ili droga i ponašanje, posebno ometanje vožnje, prekoračenje brzine i ulične utrke.

## Nazivlje
Prometni sudari mogu se klasificirati prema općim tipovima. Vrste sudara uključuju čeoni (frontalni), odlazak na cestu, stražnji sudar, bočne sudare i prevrtanje.
Povijesno je u Sjedinjenim Državama upotreba izraza koji nisu »nezgode« kritizirana zbog zaustavljanja poboljšanja sigurnosti, utemeljenih na ideji da kultura krivice može obeshrabriti uključene strane u razotkrivanju činjenica i tako otežavaju pokušaje rješavanja stvarnih uzroka.

## Utjecaj na zdravlje

### Tjelesno
Brojne tjelesne ozljede mogu biti posljedica tupih trauma sile uzrokovanih sudarom, u rasponu od modrica i udaraca do teških tjelesnih ozljeda (npr. Paralize) ili smrti.

### Psihičko
Nakon sudara može doći do dugotrajne psihološke traume. Zbog tih bi problema oni koji su se sudarili ponovno uplašili voziti se. U nekim slučajevima psihološka trauma može utjecati na život pojedinca može uzrokovati poteškoće do posla, pohađanja škole ili obavljanja obiteljskih obaveza.

## Epidemiologija
U 2004. godini 50 milijuna više je ozlijeđeno u sudarima motornih vozila. U 2013. u prometnim sudarima poginulo je između 1,25 i 1,4 milijuna ljudi, u odnosu na 1,1 milijuna poginulih u 1990. Taj broj predstavlja oko 2,5 % svih smrti. Otprilike 50 milijuna dodatnih ljudi ozlijeđeno je u prometnim sudarima, broj nepromijenjen u odnosu na 2004.
Indija je zabilježila 105 000 prometnih slučajeva u godini, a slijedi Kina s preko 96 000 smrtnih slučajeva. Zbog toga su sudari s motornim vozilima glavni uzrok ozljeda i smrti djece u dobi od 10 do 19 godina (260 000 djece umire godišnje, 10 milijuna je ozlijeđeno) i šesti uzrok smrti u Sjedinjenim Državama. (2005. godine umrlo je 45 800, a povrijeđeno 2,4 milijuna). Samo u državi Teksas došlo je do ukupno 415 892 prometnih sudara, uključujući 3005 smrtnih sudara u 2012. U Kanadi su uzrok 48 % teških ozljeda.

## Povijest
Prva zabilježena smrt na cestama s motornim vozilom dogodila se 31. kolovoza 1869. Irska znanstvenica Mary Ward umrla je kad je ispala iz parnog automobila svog rođaka koji ju je time zgnječio.
Britanski cestovni inženjer J. J. Leeming usporedio je statistike o stopama smrtnosti u Velikoj Britaniji, za nesreće povezane s prijevozom prije i nakon uvođenja motornog vozila, za putovanja, uključujući one nekada vode, koje su sada izvršili motorna vozila: U razdoblju od 1863. do 1870. godine bilo je: 470 smrtnih slučajeva na milijun stanovnika (76 na željeznicama, 143 na cestama, 251 na vodi); za razdoblje 1891.-1900. odgovarajuće brojke bile su: 348 (63, 107, 178); za razdoblje 1931. – 1938.: 403 (22, 311, 70) i za godinu 1963: 325 (10, 278, 37). Leeming je zaključio da podatci pokazuju kako su „putničke nesreće možda čak bile i češće prije jednog stoljeća nego sada, barem za muškarce”.[nedostaje izvor]
Britanski inženjer 1969. godine usporedio je okolnosti oko smrtnih slučajeva na cestama kako su zabilježene u raznim američkim državama prije širokog uvođenja ograničenja brzine od 55 km/h i zakona o vožnji u pijanom stanju.
Uzeli su u obzir trideset čimbenika za koje se mislilo da mogu utjecati na stopu smrti. Među njima su uključena godišnja konzumacija vina, žestokih pića i slanih napitaka - uzima se pojedinačno - količina utrošena na održavanje cesta, minimalna temperatura, određene zakonske mjere kao što su količina potrošena na policiju, broj policajaca na 100 000 stanovnika, program praćenja opasnih vozača, kvaliteta testiranja vozača i tako dalje. Trideset čimbenika konačno je smanjeno na šest eliminirajući one za koje je utvrđeno da imaju mali ili zanemariv učinak. Posljednjih šest:
- (a) Postotak ukupne kilometraže državne autoceste koja je ruralna.
- (b) Povećanje postotka registracije motornih vozila.
- (c) Opseg pregleda motornih vozila.
- (d) Postotak autoceste pod državnom upravom koja je na površini.
- (e) Prosječna godišnja minimalna temperatura.
- (f) Prihod po glavi stanovnika.

Smještaju ih prema silaznom redoslijedu. Ovih šest činilo je 70 % odstupanja u tečaju.
Prvi incident samoupravnog vozila koji je rezultirao smrću pješaka dogodio se 18. ožujka 2018. u Arizoni. Elaine Herzberg kretala se svojim biciklom izvan kolnika, i umrla u bolnici nakon što ju je udario Uberov samovozeći automobil.

## Vanjske poveznice
|  | Zajednički poslužitelj ima još gradiva o temi Car accident |